# Färöische Fußballmeisterschaft 1955
Die Färöische Fußballmeisterschaft 1955 wurde in der Meistaradeildin genannten ersten färöischen Liga ausgetragen und war insgesamt die 13. Saison. Sie startete am 22. Mai 1955 und endete am 7. August 1955.
Meister wurde HB Tórshavn, die den Titel somit zum ersten Mal erringen konnten. Titelverteidiger KÍ Klaksvík landete auf dem dritten Platz.
Im Vergleich zur Vorsaison verbesserte sich die Torquote auf 3,83 pro Spiel, was den höchsten Schnitt seit 1950 bedeutete. Den höchsten Sieg erzielte HB Tórshavn mit einem 5:1 im Heimspiel gegen TB Tvøroyri. Das torreichste Spiel absolvierten TB Tvøroyri und B36 Tórshavn mit einem 4:3.

## Modus
In der Meistaradeildin spielte jede Mannschaft an sechs Spieltagen jeweils zwei Mal gegen jede andere. Die punktbeste Mannschaft zu Saisonende stand als Meister dieser Liga fest, eine Abstiegsregelung gab es nicht.

## Saisonverlauf
HB Tórshavn war direkt am ersten Spieltag im Heimspiel gegen TB Tvøroyri mit 5:1 siegreich, verlor jedoch das Rückspiel am vierten Spieltag mit 1:3. Da TB am dritten Spieltag nur ein 2:2 im Auswärtsspiel gegen B36 Tórshavn erreichte und beide Mannschaften ansonsten alle Spiele gewannen, lag HB um einen Punkt vorne. Die Entscheidung um die Meisterschaft fiel am vorletzten Spieltag, an dem HB Tórshavn im Derby gegen B36 mit 3:1 siegte, währenddessen TB im Auswärtsspiel gegen KÍ Klaksvík mit 1:3 verlor.

## Abschlusstabelle
| Pl. | Verein          | Sp. | S | U | N | Tore    | Quote | Punkte |
| --- | --------------- | --- | - | - | - | ------- | ----- | ------ |
| 1.  | HB Tórshavn     | 6   | 4 | 1 | 1 | 015:700 | 2,14  | 09:30  |
| 2.  | TB Tvøroyri     | 6   | 3 | 1 | 2 | 014:150 | 0,93  | 07:50  |
| 3.  | KÍ Klaksvík (M) | 6   | 2 | 1 | 3 | 007:100 | 0,70  | 05:70  |
| 4.  | B36 Tórshavn    | 6   | 1 | 1 | 4 | 010:140 | 0,71  | 03:90  |

| (M) | Meister des Vorjahrs |

## Spiele und Ergebnisse
|              | B36 | HB  | KÍ  | TB  |
| ------------ | --- | --- | --- | --- |
| B36 Tórshavn |     | 1:3 | 0:2 | 2:2 |
| HB Tórshavn  | 3:1 |     | 1:1 | 5:1 |
| KÍ Klaksvík  | 0:3 | 0:2 |     | 3:1 |
| TB Tvøroyri  | 4:3 | 3:1 | 3:1 |     |

## Spielstätten
| Mannschaft   | Stadion        | Spielort |
| ------------ | -------------- | -------- |
| B36 Tórshavn | Gundadalur     | Tórshavn |
| HB Tórshavn  | Gundadalur     | Tórshavn |
| KÍ Klaksvík  | Við Djúpumýrar | Klaksvík |
| TB Tvøroyri  | Sevmýri        | Tvøroyri |

## Nationaler Pokal
Im Landespokal gewann HB Tórshavn mit 5:2 gegen KÍ Klaksvík und erreichte dadurch das Double.